# Anna Wintour
Pour les articles homonymes, voir Wintour.
Anna Wintour, née le 3 novembre 1949 à Hampstead (Grand Londres), est une journaliste britannique, rédactrice en chef de l'édition américaine du magazine Vogue entre 1988 et 2025, directrice artistique de Condé Nast depuis 2013 et responsable du contenu mondial au sein du groupe depuis 2020. Elle vit actuellement à New York.
À Londres, elle s'intéresse dès l'adolescence à la mode en conseillant son père, rédacteur du Evening Standard, sur la manière d'inciter les jeunes Londoniens du milieu des années 1960 à acheter son journal. Elle quitte le lycée à seize ans pour entrer dans le journalisme à Londres. Elle travaille à New York dans les années 1970 pour différents magazines, dont New York et House & Garden, avant de retourner en Angleterre pour l'édition britannique de Vogue et enfin pour son homologue américain à New York.
Tout comme Diana Vreeland qui la précède, Anna Wintour devient au fil du temps une icône de la mode. Sa coupe au carré et ses lunettes de soleil sont désormais habituelles au premier rang des plus grands défilés de mode. Elle est une institution dans le monde de la mode, tout comme son magazine. Mondialement réputée pour découvrir les nouvelles tendances et pour lancer de jeunes créateurs, sa froideur et son exigence lui valent son surnom de Nuclear Wintour (jeu de mots sur l'expression nuclear winter : « hiver nucléaire »).
Une de ses anciennes assistantes personnelles, Lauren Weisberger, a d'ailleurs écrit, en 2003, un roman inspiré de son expérience, Le Diable s'habille en Prada. Ce dernier a été adapté au cinéma en 2006, avec Meryl Streep dans le rôle de Miranda Priestly, dont le personnage est largement inspiré d'Anna Wintour. Elle est également la figure centrale du documentaire The September Issue (2009).

## Débuts

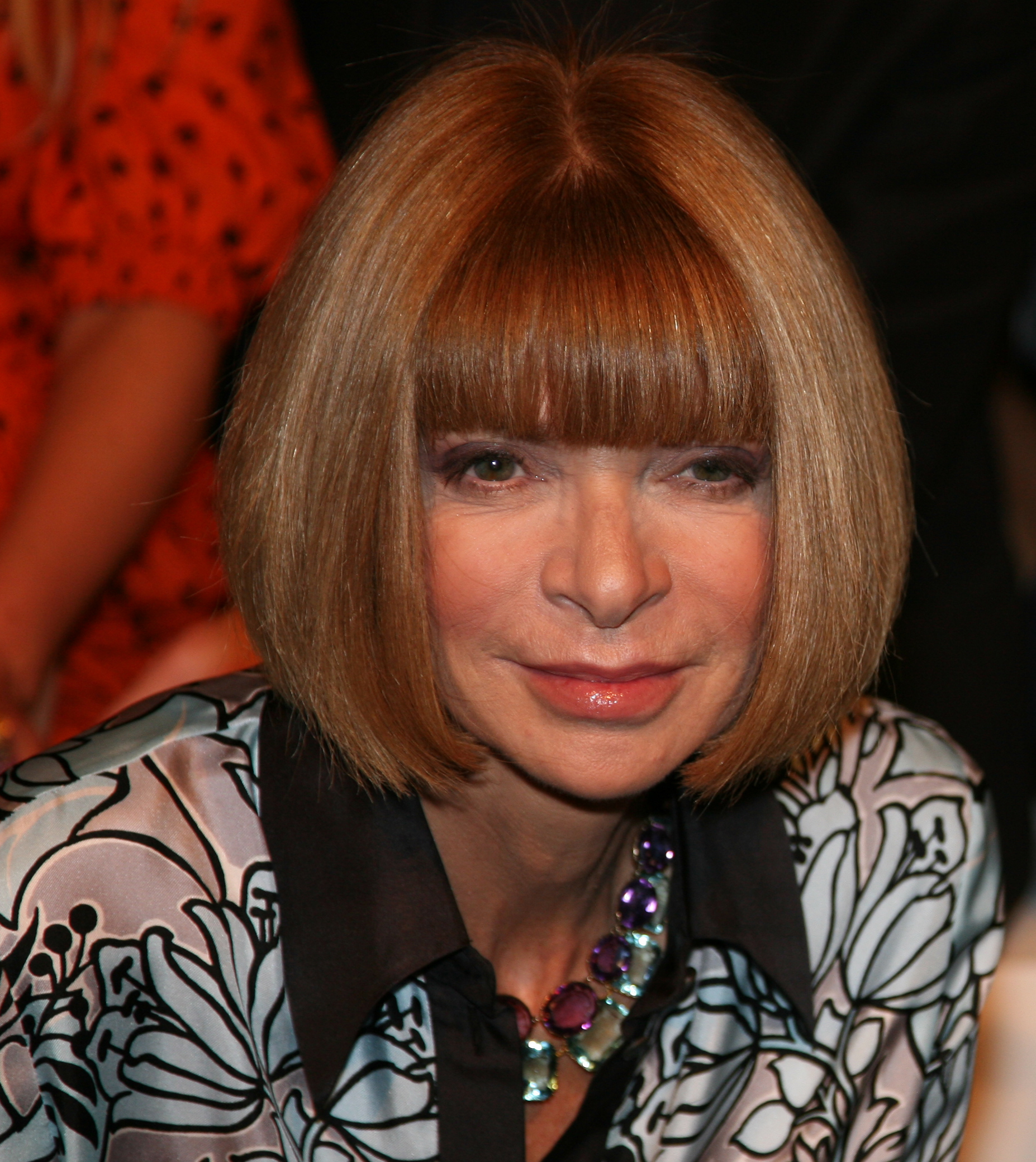
Anna Wintour au Twenty8Twelve fashion show à Londres, le 22 septembre 2009.

Son père, Charles Vere Wintour, est rédacteur pour le tabloïd Evening Standard. Sa mère, Eleanor Trego Baker, fille d'un professeur de droit d'Harvard, est mariée au père d'Anna de 1940 à 1979. Son nom est inspiré de sa grand-mère maternelle, Anne Gilkyson Baker. Sa belle-mère est Audrey Slaughter, une rédactrice ayant fondé plusieurs magazines anglais comme Honey et Petticoat.
Anna Wintour a quatre frères et sœurs, dont trois sont encore vivants : James Wintour, élu au conseil municipal d'une commune anglaise, Nora Hilary Wintour, secrétaire générale adjointe de l'Internationale des services publics (fédération syndicale internationale destinée aux syndicats des services publics) à Genève et Patrick Wintour, journaliste politique au Guardian et à l'Observer. Son frère ainé, Gerald Jackson Wintour, décède en 1951, renversé par une voiture alors qu'il se rend à l'école à vélo.
Elle suit sa scolarité à la North London Collegiate School, où elle conteste l'uniforme en vigueur en raccourcissant sa jupe. À quatorze ans, elle adopte la coupe au carré, qui est depuis devenue sa « marque de fabrique ». Dans le Londres branché des années 1960 (« swinging London »), elle s'intéresse de près à la mode en suivant assidument l'émission de Cathy McGowan Ready Steady Go!, et son père la consulte régulièrement sur la manière d'accroître son lectorat auprès des jeunes.
Dans sa jeunesse, elle a des relations avec des hommes plus âgés qu'elle. Par exemple, à quinze ans, elle a une brève relation amoureuse avec l'écrivain Piers Paul Read, qui a alors 24 ans. À la fin de son adolescence, elle a une relation amoureuse avec le rédacteur mondain Nigel Dempster, et on les aperçoit ensemble dans toutes les grandes soirées londoniennes.

## Carrière

### De la mode au journalisme
Anna Wintour décroche son premier travail dans la boutique branchée Biba grâce à son père, à quinze ans. L'année suivante, elle quitte la North London Collegiate School. Elle décide alors d'arrêter ses études pour commencer une formation chez Harrods. Cependant, ses parents la contraignent à prendre des cours de mode dans une école proche du magasin, mais elle abandonne rapidement, prétextant que « la mode ne s'apprend pas ». À cette époque, elle continue à fréquenter des hommes plus âgés qu'elle, comme Peter Guitterman, le beau-fils du chef d'orchestre de l'Orchestre philharmonique de Londres, Georg Solti. Une autre de ses conquêtes, Richard Neville, lui donne un premier aperçu de son futur métier avec le magazine Oz.
Elle fait ses premiers pas dans le monde du journalisme de mode lorsqu'elle entre à l'édition britannique du magazine Harper's Bazaar en 1970. En effet, le magazine, qui vient juste de fusionner avec Queen pour devenir, pendant un temps, Harper's & Queen, recherche des assistantes éditoriales. Elle fait alors comprendre à ses collègues que son ambition est de devenir rédactrice chez Vogue. À cette époque, elle fait connaître le mannequin Annabel Hodin, une ancienne camarade de classe, et utilise ses relations pour la faire travailler avec des photographes reconnus comme Helmut Newton. Elle quitte le magazine en 1975 à cause d'une mésentente avec le nouveau rédacteur en chef, Min Hogg, poste qu'elle-même a alors souhaité obtenir. Elle se rend alors à New York avec son compagnon, le journaliste indépendant et playboy Jon Bradshaw.

### New York
Anna rejoint l'édition américaine de Harper's Bazaar en 1975 en tant que rédactrice de mode. Ses photos innovantes occasionnent des conflits avec le rédacteur en chef, Tony Mazzola, ce qui lui vaut d'être licenciée au bout de neuf mois. Elle fait alors la connaissance de Bob Marley, qui lui est présenté par un ami de Bradshaw, et disparait avec lui pendant une semaine[réf. nécessaire].
Plusieurs mois plus tard, Bradshaw l'aide à décrocher son premier poste de rédactrice en chef mode, au magazine Viva, créé par Kathy Keeton, la femme de Bob Guccione, le propriétaire du magazine Penthouse. Elle y travaille pendant deux ans et relate rarement cet épisode, compte tenu du lien de ce magazine avec Penthouse. C'est la première fois qu'elle dispose d'une assistante personnelle, et là commence alors sa réputation de patronne exigeante.
Lorsque Guccione liquide Viva fin 1978, elle décide de faire une pause. En effet, elle vit alors mal sa rupture avec Bradshaw et entretient une brève relation avec Eric Idle, membre des Monty Python. Elle entame alors une histoire avec le producteur musical français Michel Esteban, partageant son temps entre Paris et New York.

### Retour à l'édition
L'année suivante, elle accède au poste de rédactrice en chef mode du magazine New York, ce qui constitue un tournant dans sa carrière. En effet, l'accumulation des articles et des photos de mode qu'elle produit jusque-là commencent à attirer l'attention. Elle devient la protégée de l'éditeur Edward Kosner, qui lui permet quelques entorses à des règles qu'elle estime trop strictes, ce qui lui vaut le courroux de ses collègues. Il la laisse travailler sur d'autres rubriques du magazine, et se rend compte à quel point la présence d'une célébrité en couverture (en l'occurrence Rachel Ward) peut influer sur les ventes du magazine.
Polly Mellen, une collègue de Harper's & Queen, lui arrange un entretien avec la rédactrice en chef de Vogue, Grace Mirabella. Mais ce dernier est abrégé car Anna Wintour lui fait rapidement comprendre qu'elle souhaite prendre sa place.

### Condé Nast
Lors de son passage au New York, son travail est repéré par Alexander Liberman, directeur d'édition du groupe Condé Nast, qui possède Vogue. En 1983, elle devient directrice de la création, poste spécialement créé pour Anna et lui permettant de doubler son salaire. Puisque ses fonctions ne sont pas clairement définies, elle se permet souvent de faire évoluer l'orientation du magazine sans en référer à l'éditrice, Grace Mirabella, ce qui entraîne des tensions avec les autres journalistes.
À cette époque, elle fréquente le célèbre pédo-psychiatre David Shaffer (en), de treize ans son aîné et qu'elle a connu dans sa jeunesse à Londres. Ils se marient en septembre 1984 et elle tombe enceinte peu après.
En 1985, elle remplace Beatrix Miller au poste de rédactrice en chef de l'édition britannique de Vogue. Elle en prend la direction en avril 1986, peu après la naissance de son fils Charlie. Son entreprise finance sa maison, sa gouvernante ainsi que de nombreux vols en Concorde. En effet, son mari réside à New York, où il travaille sur un projet de recherche sur le suicide des adolescents.
Anna Wintour contribue largement à l'évolution de l'édition britannique de Vogue, traditionnellement excentrique, en l'orientant davantage vers le concept de l'édition américaine et s'inspirant également du modèle du magazine Savvy. Lors d'une interview au Evening Standard, elle déclare : « Il y a un nouveau type de femme aujourd'hui. Elle s'intéresse au monde des affaires et à l'argent. Elle n'a plus le temps de faire les magasins. Elle veut savoir quoi, pourquoi, où et comment ». Wintour remanie son équipe et exerce davantage de contrôle sur le magazine que ses prédécesseurs, ce qui lui vaut le surnom de « Nuclear Wintour ». Les rédacteurs parlent alors de The Wintour of Our Discontent.
Liz Tilberis la remplace lorsqu'elle prend la direction du magazine House & Garden à New York. En effet, ce dernier s'est laissé devancer par le magazine Architectural digest. Elle obtient carte blanche pour redresser sa situation. Wintour en profite donc pour faire des remaniements radicaux du personnel et sur le look du magazine. Selon un rédacteur en chef licencié, « elle a détruit le magazine en deux jours », ajoutant qu'elle a dépensé deux millions de dollars en une semaine. Elle y introduit tellement de photos de mode que certains plaisantins renomment le magazine House & Garment (Maison & Vêtement au lieu de Maison & Jardin), ou encore Vanity Chair (référence au magazine Vanity Fair) en raison des nombreux sujets traitant des célébrités.
Cependant, tous ces changements ne profitent pas au magazine. Lorsque celui-ci est renommé HG en couverture du numéro de mars 1988, de nombreux abonnés de longue date pensent qu'il s'agit d'un nouveau magazine et le mettent de côté en attendant leur magazine habituel. Finalement, le magazine subit de nombreux désabonnements, et lorsque les annonceurs de mode l'investissent, bon nombre d'annonceurs « traditionnels » se retirent.
Au bout de dix mois, le groupe Condé Nast transfère Anna Wintour à un poste qu'elle attend depuis longtemps : la direction de Vogue. Du temps de Grace Mirabella, le magazine est alors davantage centré sur le style de vie que sur la mode. Elle va révolutionner le magazine et publie, pour le premier numéro sous sa responsabilité une couverture avec Michaela Bercu en jeans, et une couverture avec un mannequin Noir pour le premier « spécial mode » : « Ça a fait du bruit ! » précise-t-elle.
Anna Wintour est en marche et va devenir « la femme la plus puissante de la mode »,, augmentant par la même occasion les ventes du magazine (le tirage est alors à 1,3 million d'exemplaires), faisant du Vogue américain le leader de toutes les éditions mondiales (notamment par rapport à ses équivalents français et italien) et un grand pourvoyeur de publicités (300 millions de dollars de recette annuelles publicitaires).
En décembre 2012, pour sa contribution à la réélection de Barack Obama, elle est pressentie pour le poste d'ambassadrice des États-Unis en France ou au Royaume-Uni. Finalement, cumulant avec son poste de rédactrice en chef à Vogue, elle est nommée au début de l'année suivante comme directrice artistique de toutes les publications du groupe Condé Nast ; elle procède rapidement à plusieurs remaniements à des postes d'édition importants. Quelques années plus tard en décembre 2020, Anna Wintour devient directrice du contenu de Condé Nast au niveau mondial. Mais ces années d'hégémonie ne se font pas sans critiques : elle est accusée d'avoir cédé aux puissants annonceurs publicitaires et d'avoir fait « disparaitre toute âme du Vogue US, tout intellect, toute spontanéité […] toute créativité » en supprimant la fonction même de « critique ».

### Départ du poste de rédactrice en chef
Le 26 juin 2025, Anna Wintour annonce qu'elle quitte le poste de rédactrice en chef de l'édition américaine de Vogue. Elle conserve néanmoins un rôle éditorial important quant au contenu publié dans le magazine, ainsi que dans le groupe Condé Nast,.

## Vie privée

### Famille
Anna Wintour a deux enfants avec David Shaffer (en), Charles (Charlie) et Katherine (connue sous le nom de Bee), qui blogue pour le Daily Telegraph. Le couple divorce en 1999.
En novembre 2021, elle devient grand-mère pour la troisième fois, d'un petit garçon nommé Olivier Carrozzini, né du mariage de sa fille Bee Shaffer avec Francesco Carrozzini, fils de Franca Sozzani.

### Philanthropie
Anna Wintour est aussi philanthrope. Elle sert de fiduciaire pour le Metropolitan Museum of Art de New York. Wintour commence le CFDA/Vogue Fonds, en vue d'encourager, soutenir et encadrer des stylistes inconnus. Elle rassemble également énormément d'argent pour aider les familles victimes des attentats du 11 septembre 2001 et a récolté plus de 10 millions de dollars en faveur de la lutte contre le sida depuis 1990, lors de nombreux événements.
Elle organise des soirées « Americans in Paris » à l'ambassade des États-Unis en France, afin d'y promouvoir des talents américains.

### Habitudes de travail
Elle se lève chaque jour avant 6 heures du matin, joue au tennis, se coiffe et se maquille, puis rejoint les bureaux de Vogue à 8 heures. Elle arrive toujours à l'heure exacte aux défilés de mode. « J'utilise les temps d'attente pour passer des appels téléphoniques et prendre des notes ; certaines de mes meilleures idées me sont venues à des défilés », dit-elle. Selon le documentaire de la BBC, Boss Woman, elle est tout aussi efficace le reste de la journée, ne restant jamais plus de 20 minutes à la fois aux fêtes auxquelles elle est conviée et se couchant à 22 h 15 chaque soir.
Son contrôle sur le magazine est légendaire, en particulier la mise en page des photos qui reste son point fort. « Après tout, elle est la reine. Elle est l’impératrice de la mode », dit André Leon Talley, son assistant et ami depuis les années 1980. Elle a depuis ses premiers jours en tant que rédactrice en chef exigé que les photographes ne commencent leur travail qu'après son approbation des épreuves du décor et des vêtements. Ensuite, ils doivent soumettre tous leurs travaux à la rédaction, et pas seulement leurs choix personnels. Mais elle semble beaucoup moins contrôler le texte. Elle écrit peu pour le magazine, si ce n'est l'éditorial mensuel.
Anna Wintour est connue pour le soutien très clair qu'elle apporte régulièrement à de nombreux jeunes créateurs, majoritairement américains : Proenza & Schouler, Marc Jacobs avant sa consécration, Alexander Wang, Thom Browne, Olivier Theyskens, ou le Français Guillaume Henry pour son travail chez Carven, parmi d'autres, ont bénéficié ou bénéficient de son suivi, que ce soit sous forme éditoriale ou même économique.

### Politique
Elle apporte son soutien à la campagne présidentielle de Al Gore. Elle considère la politique principalement sous l'angle de la mode : « Si vous regardez n'importe quelle grande photographie de mode sortie de son contexte, elle vous en dira autant sur ce qu'il se passe dans le monde qu'un titre dans le New York Times ». Aux élections suivantes, elle lève des fonds pour Barack Obama.
Elle est consultante vestimentaire d'Hillary Clinton lors de sa campagne pour l'élection américaine de 2016.
Le 20 juin 2024, elle annonce son soutien à Joe Biden face à Donald Trump, à l'occasion de sa première interview accordée à un média français, dans la Matinale de France Inter.

## Le Diable s'habille en Prada
Le roman de Lauren Weisberger, qui a été assistante d'Anna Wintour, a pour héroïne Andrea « Andy » Sachs, une jeune femme nouvellement diplômée ayant des ambitions littéraires. Andy entre au service de la légendaire rédactrice en chef Miranda Priestly dont le personnage comporte de nombreuses similitudes avec Anna Wintour ; elle est Anglaise, a deux enfants et soutient le Metropolitan Museum of Art. Priestly est représentée comme un tyran qui formule des demandes impossibles à ses subordonnés en ne leur donnant que peu d'informations et un temps limité et ne supportant aucun retard dans les tâches qu'elle leur assigne, pour leur reprocher ensuite leurs échecs.
Lorsqu'on suggéra que son livre était un roman à clés où le cadre était celui du magazine Vogue et le personnage de Miranda Priestly, Anna Wintour, Lauren Weisberger nia, donnant même à Anna Wintour elle-même une apparition furtive à la fin du livre.
Le portrait romanesque de « Wintour/Priestly » n'est pas totalement négatif. Andrea note que Miranda parvient à assumer avec beaucoup de classe la tâche difficile de prendre toutes les grandes décisions éditoriales d'un magazine phare de la mode chaque mois.
Avant sa publication, Anna Wintour déclara au New York Times : « J'apprécie toujours une œuvre de fiction. Je n'ai pas encore décidé si je vais le lire ou non. »
Cependant, le succès du livre serait moins dû à sa dimension satirique qu'à une lecture au premier degré. Ni Vogue ou aucune autre publication du Condé Nast ne donna d'écho au livre. Quand le film fut réalisé, un magazine de la compagnie, The New Yorker, publia une comparaison qui dénigra le livre. Janet Maslin du New York Times évita de mentionner le nom d'Anna Wintour dans l'une des deux critiques négatives du livre.
Le film, sorti en 2006, fut un succès au box-office dans le monde entier, consolidant malgré elle le statut de « star » d'Anna Wintour.

## Distinctions
Elle reçoit en 2003 le « prix Geoffrey Beene » du Conseil des créateurs de mode américains et est décorée le 6 juillet 2011 de la médaille de chevalier de la Légion d’honneur par le président français Nicolas Sarkozy. Elle est faite dame commandeur de l'ordre de l'Empire britannique (DBE) en 2017 et membre de l'ordre des compagnons d'honneur (CH) en 2023.
En 2025, le président Joe Biden remet à Anna Wintour la médaille présidentielle de la Liberté.

## Critiques
Pour son utilisation constante de fourrure dans Vogue, elle est souvent la cible d'organisations de défense des animaux, comme PETA De plus, elle refuse les publicités de ces mêmes organisations dans son magazine. Malgré plusieurs attaques par des activistes (jets de tartes à la crème, dépôt d'un raton laveur dans son assiette), elle continue d'utiliser des fourrures dans ses photos.